# Erin Reelick
Erin Reelick (13 de diciembre de 1993) es una deportista estadounidense que compite en remo. Ganó dos medallas en el Campeonato Mundial de Remo, en los años 2018 y 2019.

## Palmarés internacional
| Campeonato Mundial | Campeonato Mundial   | Campeonato Mundial | Campeonato Mundial |
| Año                | Lugar                | Medalla            | Prueba             |
| ------------------ | -------------------- | ------------------ | ------------------ |
| 2018               | Plovdiv (Bulgaria)   | Medalla de oro     | Cuatro sin timonel |
| 2019               | Ottensheim (Austria) | Medalla de bronce  | Ocho con timonel   |